# Seznam švicarskih biologov
Seznam švicarskih biologov.

## A
- Werner Arber

## B
- Charles Bonnet
- Johann Büttikofer

## G
- Conrad Gessner

## H
- Lukas Hottinger

## J
- Urs Jenal

## K
- Albert von Kölliker

## M
- Friedrich Miescher

## S
- Gertrud Schüpbach